# 旭堂南遊
旭堂 南遊（きょくどう なんゆう、1994年8月21日 - ）は、日本の講談師。大阪講談協会所属。四代目旭堂南陵門下。本名∶澁谷 航。
兵庫県尼崎市生まれ。大阪芸術大学を卒業。2017年、四代目旭堂南陵に入門し、「南遊」を名乗る。